# LaLa
LaLa (jap. らら, rara) ist ein seit 1976 bestehendes japanisches Manga-Magazin, das monatlich vom Hakusensha-Verlag herausgebracht wird. Die Kurzgeschichten und Einzelkapitel mehrerer längerer Manga-Serien, die im Magazin erscheinen, richten sich an jugendliche Mädchen im Mittel- und Oberschulalter und sind somit dem Shōjo-Genre zuzuordnen. Die Geschichten sind sehr unterschiedlich, sowohl fantasiereiche Historienepen als auch alltägliche Schüler-Liebesgeschichten werden veröffentlicht.

## Geschichte
Das Magazin erschien erstmals 1976 und war zunächst nur ein alle zwei Monate veröffentlichtes Zusatzmagazin zum Hana to Yume desselben Verlags, wurde nach einiger Zeit allerdings unabhängig und entwickelte sich zu einem monatlichen Magazin mit Mangas, die als reifer gelten als die im Hana to Yume. Zeichnerinnen wie Yasuko Aoike, die vor allem durch ihre Manga-Serie Eroika yori Ai wo komete ab 1976 bekannt geworden war, Suzue Miuchi, die zur selben Zeit mit ihrem großen Erfolg Glass no Kamen begann, Mineko Yamada und Keiko Takemiya, die Autorin von Kaze to Ki no Uta, begannen gegen Ende der 1970er-Jahre für LaLa zu arbeiten und schufen kürzere Manga-Serien für das Magazin. Yumiko Ōshimas mit dem Kōdansha-Manga-Preis ausgezeichnetes Wata no Kuni Hoshi, das zwischen 1978 und 1987 im LaLa erschien und den Begriff Catgirl prägte, war in Japan populär. Darin geht es um Chibineko, ein Mädchen mit Katzenohren und Katzenschwanz, das von den Menschen verstanden werden möchte, die anstatt ihrer Stimme allerdings Miauen wahrnehmen. Toshie Kihara zeichnete von 1977 bis 1984 einen ihrer erfolgreichsten Mangas, Mari to Shingō, für das Magazin. Darin beschreibt Kihara die Freundschaft zweier Bishōnen, die nach Europa gehen und wegen des Ersten Weltkrieges in die Schweiz flüchten, wo sie vom Großen Kantō-Erdbeben erfahren und daraufhin getrennte Wege gehen. In Yasuko Sakatas von 1979 bis 1985 im LaLa veröffentlichten Basil-uji no Yūga na Seikatsu geht es um den humorvollen Alltag eines europäischen Adligen im 19. Jahrhundert.
Von 1980 bis 1984 veröffentlichte Ryōko Yamagishi ihren preisgekrönten Comic Hi izuru Tokoro no Tenshi, der Themen wie Buddhismus, Erlösung und Liebe mit der Figur des Kaisersohns Shōtoku Taishi (574–622) behandelt, in dem Magazin. Zwischen 1980 und 1984 erreichte LaLa mit über 400.000 Stück auch seine bislang höchste Auflage. Bis 1993, als Minako Naritas Cipher, Miwa Abikos Mikan Enikki und Megumi Wakatsukis So What? die größten Erfolge des Magazins waren, bewegte sich die Auflage stets zwischen 350.000 und 400.000. Wie bei fast allen Manga-Magazinen sank die Auflagenzahl in den 1990er-Jahren stark.
2000 betrug die Auflage nur mehr 200.000 Stück. Zur selben Zeit hatte das Hana-to-Yume-Magazin eine Auflage von 300.000. Die wohl erfolgreichsten Comics im LaLa Anfang der 2000er waren Kare Kano von Masami Tsuda und Prinzessin Kaguya von Reiko Shimizu. Während Kare Kano die Liebesgeschichte zweier scheinbar perfekter Oberschüler zeigt, ist Prinzessin Kaguya ein Thriller mit Jugendlichen als Hauptfiguren, deren Kindheiten außergewöhnlich verlaufen sind. Zwischen 1997 und 2002 kam zudem der Gag-Manga B.B.Joker der Zeichnerin Nizakana heraus. Von 2000 bis 2004 erschienen das über 1700 Seiten umfassende Mekakushi no Kuni von Sakura Tsukuba über ein Mädchen mit hellseherischen Fähigkeiten und die humorvolle Liebesgeschichte Venus in Love von Yuki Nakaji. In Yoshitomo Watanabes Fun Fun Factory, das von 2000 bis 2002 veröffentlicht wurde, versucht ein Mädchen die böse Hexe, von der es besessen ist, loszuwerden. Tomo Matsumotos Bijo ga Yaju und Masami Morios Omake no Kobayashi-kun liefen ebenfalls im LaLa. Von 2000 bis 2006 zeichnete Tohko Mizuno an In A Distant Time nach einem Playstation-Videospiel. Darin wird ein Mädchen in die Heian-Zeit versetzt und muss dort Menschen vor Dämonen beschützen.
2004 bis 2013 erschien Vampire Knight von Matsuri Hino, der Autorin des ebenfalls im LaLa veröffentlichten Merupuri – Der Märchenprinz, im Magazin. Dieser Manga spielt an einer Schule, an der tagsüber normaler Unterricht stattfindet und an der nachts Vampire unterrichtet werden. Mit bis Mai 2006 über vier Millionen verkauften Büchern ist das von 2002 bis 2010 gelaufene Ouran High School Host Club von Bisco Hatori in Japan ein großer kommerzieller Erfolg. In dem Manga, der wie etwa auch Kare Kano und In A Distant Time als Anime umgesetzt wurde, geht es um ein Mädchen, das einem nur aus Jungen bestehenden Begleitservice an einer vornehmen Privatschule beitritt.
Im Jahr 2004 verkaufte sich LaLa 167.000 mal, 2005 174.000 mal. Es war 2005 eines der wenigen Manga-Magazine, die eine steigende Verkaufszahl vorweisen konnten. Die Verkaufszahlen bleiben stabil. 2006 verkaufte sich eine Ausgabe circa 171.750 mal. Das 1985 gegründete LaLa DX, eine Art Zusatzmagazin, für das einige Zeichnerinnen des „Hauptmagazins“ ebenfalls arbeiten, verkaufte sich 2005 ungefähr 70.000 mal. Die im Magazin erschienenen Einzelkapitel werden im Label Hana to Yume Comics auch regelmäßig in Sammelbände zusammengefasst. Eine über 400 Seiten umfassende Ausgabe des im B5-Format erscheinenden Magazins, das am 24. jeden Monats erscheint, kostet 400 Yen (ungefähr 2,8 Euro) und enthält meist ein Furoku, also eine Extrabeilage wie eine CD oder ein Federpenal.

## Bedeutung
Im März 2006 veröffentlichte Oricon eine Umfrage, bei der japanische Mädchen nach ihrem Lieblings-Manga-Magazin gefragt wurden. LaLa landete nach Shōnen Jump, Cookie, Bessatsu Margaret und Hana to Yume und gemeinsam mit Shōjo Comic und Shōnen Magazine auf dem fünften Platz.